# Velvet Goldmine (chanson)
Pour le film de Todd Haynes, voir Velvet Goldmine.
Velvet Goldmine est une chanson de l'auteur-compositeur-interprète anglais David Bowie. Enregistrée à l'origine le 11 novembre 1971 lors des sessions de son album de 1972 The Rise and Fall of Ziggy Stardust and the Spiders from Mars, la chanson est laissée de côté sur l'album et ensuite publiée en face B (avec Changes) de la réédition britannique de Space Oddity en 1975.
Velvet Goldmine s'appele à l'origine He's a Goldmine et est considérée comme une chanson rock à mi-tempo. Bowie estime que la chanson est très « David Bowie ».

## Autres versions
- La chanson est incluse sur la compilation vinyle Rare de 1982.
- En 1990, la chanson sort en bonus sur le CD Rykodisc de l'album Ziggy Stardust. Elle apparaît ensuite sur la compilation The Best of David Bowie 1969/1974 en 1997[3], sur le disque bonus Ziggy Stardust 30th Anniversary Reissue en 2002, et sur Re:Call 1, qui fait partie du coffret Five Years (1969-1973), en 2015.

## Participation
- David Bowie - chant principal et chœur, guitare acoustique
- Mick Ronson – guitare électrique, piano, chœurs
- Trevor Bolder - guitare basse
- Mick Woodmansey – batterie